# Neobisium montdori
Espèce
Neobisium montdori est une espèce de pseudoscorpions de la famille des Neobisiidae.

## Distribution
Cette espèce est endémique de Croatie. Elle se rencontre à Bradarića Staje sur le mont Mosor dans la grotte Kravska Jama.

## Description
La femelle holotype mesure 4,45 mm. Ce pseudoscorpion est anophtalme.

## Étymologie
Son nom d'espèce lui a été donné en référence au lieu de sa découverte, le mont Mosor.

## Publication originale
- Ćurčić, Makarov, Radja, Ćurčić, Ćurčić & Pecelj, 2010 : On three new cave pseudoscorpion species (Pseudoscorpiones, Neobisiidae) from Mt. Mosor, Dalmatia (Croatia). Archives of Biological Sciences, vol. 62, no 3, p. 813-828.